# Tomás Osvaldo González Morales
Tomás Osvaldo González Morales (Santiago del Cile, 20 aprile 1935 – Santiago del Cile, 12 febbraio 2022) è stato un vescovo cattolico cileno.

## Biografia
Tomás Osvaldo González Morales nacque a Santiago del Cile il 20 aprile 1935 da Osvaldo González Araya e Marta Morales Bascuñán.

### Formazione e ministero sacerdotale
Nel 1951 entrò nella Società salesiana di San Giovanni Bosco e il 31 gennaio dell'anno successivo emise i primi voti. Il 29 gennaio 1958 pronunciò i voti finali.
Studiò presso il Pontificio Ateneo Salesiano di Torino e si laureò in filosofia e teologia. Nel 1967 concluse gli studi conseguendo il dottorato in teologia morale presso l'Accademia alfonsiana a Roma con una tesi intitolata "Exposicion de la perfeccion cristiana en los formularios cuaresmales y pascuales del Sacramentario Gelasiano. Intento de sintesis entre vida liturgica y moral".
L'11 febbraio 1963 fu ordinato presbitero a Torino dal cardinale Maurilio Fossati, arcivescovo metropolita di Torino, insieme ad altri 36 confratelli. In seguito fu direttore del seminario di Lo Cañas, La Florida; maestro dei novizi; professore presso la Pontificia università cattolica del Cile a Santiago del Cile; vice-provinciale della sua congregazione in Cile e vicario episcopale per le religiose a Santiago.

### Ministero episcopale
Il 28 marzo 1974 papa Paolo VI lo nominò vescovo di Punta Arenas. Ricevette l'ordinazione episcopale il 27 aprile successivo presso il santuario nazionale di Maria Ausiliatrice a Santiago del Cile, già nota come chiesa della gratitudine nazionale al Sacro Cuore di Gesù, dal cardinale Raúl Silva Henríquez, arcivescovo metropolita di Santiago del Cile, co-consacranti l'arcivescovo Sotero Sanz Villalba, nunzio apostolico in Cile, e il vescovo ausiliare di Santiago del Cile Sergio Valech Aldunate.
Fu un instancabile difensore dei diritti umani, in particolare di coloro che erano stati imprigionati, perseguitati, torturati ed esiliati durante la dittatura militare di Augusto Pinochet. Organizzò il comitato per la pace a Punta Arenas, creò una squadra di avvocati difensori per i prigionieri politici della dittatura, promosse il ritorno degli esiliati e visitò i cittadini magallanesi in esilio in Europa e America settentrionale. Promosse lo sviluppo del territorio della sua diocesi con la creazione della Fondazione FIDE XII per lo Sviluppo di Magallanes.
Nel 1978, durante il conflitto del Beagle, una disputa territoriale tra Argentina e Cile sulla sovranità delle isole del canale Beagle e dello spazio marittimo adiacente, che rivestono un notevole valore strategico per il passaggio tra gli oceani Atlantico e Pacifico, negoziò intensamente con monsignor Miguel Ángel Alemán Eslava, vescovo di Río Gallegos - la vicina diocesi dell'Argentina - per convincere la Santa Sede a intervenire e offrire la sua mediazione per evitare la guerra. Dopo anni di confronto diplomatico mediato dal cardinale Antonio Samorè, il conflitto terminò il 29 novembre 1984 con la sottoscrizione in Vaticano di un trattato di pace e di amicizia. Terminata la mediazione pontificia, nell'aprile del 1987 papa Giovanni Paolo II compì una visita pastorale nella sua diocesi.
Durante il lungo lavoro di ripristino della democrazia, si adoperò per costruire ponti di dialogo tra diversi attori e settori per trovare un sistema alternativo che garantisse la dignità e i diritti umani. Durante il processo di transizione, fu sempre presente e consapevole della necessità di continuare a essere una voce per i senza voce.
Nel 1979 convocò il I sinodo diocesano a Punta Arenas.
Partecipò alla III conferenza generale del Consiglio episcopale latinoamericano che ebbe luogo a Puebla de Zaragoza dal 27 gennaio al 13 febbraio 1979 e alla VI assemblea generale ordinaria del Sinodo dei vescovi che ebbe luogo nella Città del Vaticano dal 29 settembre al 29 ottobre 1983 sul tema "La penitenza e la riconciliazione nella missione della Chiesa".
Compì la visita ad limina negli anni 1979, 1984, 1989, 1994 e 2002.
In seno alla Conferenza episcopale del Cile ricoprì diversi incarichi tra i quali quello di responsabile della pastorale dei migranti e dei viaggiatori. Sottolineò che il Cile avrebbe dovuto avere politiche e normative migratorie con un approccio umano e fraterno.
Il 4 marzo 2006 papa Benedetto XVI accettò la sua rinuncia al governo pastorale della diocesi per motivi di salute. Continuò a reggere la diocesi come amministratore apostolico fino al 22 aprile successivo, giorno dell'ordinazione del suo successore. Da quell'anno, nonostante le difficoltà alla vista, prestò servizio pastorale alle comunità parrocchiali di Reca e Conchalí, oltre a partecipare a conferenze, incontri e colloqui.
Negli ultimi anni della sua vita si ritirò ad abitare nella Casa Ispettoriale Salesiana di Santiago del Cile. Da lì servì la comunità salesiana di Macul, celebrando la Santa Messa e confessando i fedeli.
Ricevette il Premio "Cardinale Raúl Silva Henríquez" per la sua dedizione agli ideali contenuti nella Dichiarazione di Principi dell'Università nel 2007; il Premio per la pace "Giovanni XXIII" dalla diocesi di Punta Arenas nel 2008; un tributo per il suo contributo agli sforzi di pace nella crisi tra Argentina e Cile del 1978 nel 2009 e la Medaglia del Bicentenario per il suo lavoro a favore dei diritti umani dal Senato della Repubblica nel 2011.
Morì nella clinica della Pontificia università cattolica del Cile a Santiago del Cile alle 8:35 del 12 febbraio 2022 all'età di 86 anni per una polmonite causata dal COVID-19. Le esequie si tennero nella cappella del cimitero cattolico della città e poi la salma venne cremata. In seguito le ceneri furono tumulate nella cripta dei vescovi della cattedrale del Sacro Cuore di Gesù a Punta Arenas.

## Genealogia episcopale
La genealogia episcopale è:
- Cardinale Scipione Rebiba
- Cardinale Giulio Antonio Santori
- Cardinale Girolamo Bernerio, O.P.
- Arcivescovo Galeazzo Sanvitale
- Cardinale Ludovico Ludovisi
- Cardinale Luigi Caetani
- Cardinale Ulderico Carpegna
- Cardinale Paluzzo Paluzzi Altieri degli Albertoni
- Papa Benedetto XIII
- Papa Benedetto XIV
- Papa Clemente XIII
- Cardinale Marcantonio Colonna
- Cardinale Giacinto Sigismondo Gerdil, B.
- Cardinale Giulio Maria della Somaglia
- Cardinale Carlo Odescalchi, S.I.
- Cardinale Costantino Patrizi Naro
- Cardinale Lucido Maria Parocchi
- Papa Pio X
- Cardinale Gaetano De Lai
- Cardinale Raffaele Carlo Rossi, O.C.D.
- Cardinale Amleto Giovanni Cicognani
- Cardinale Aloysius Joseph Muench
- Cardinale Opilio Rossi
- Cardinale Raúl Silva Henríquez, S.D.B.
- Vescovo Tomás Osvaldo González Morales, S.D.B.